# Michael Angelo Rooker

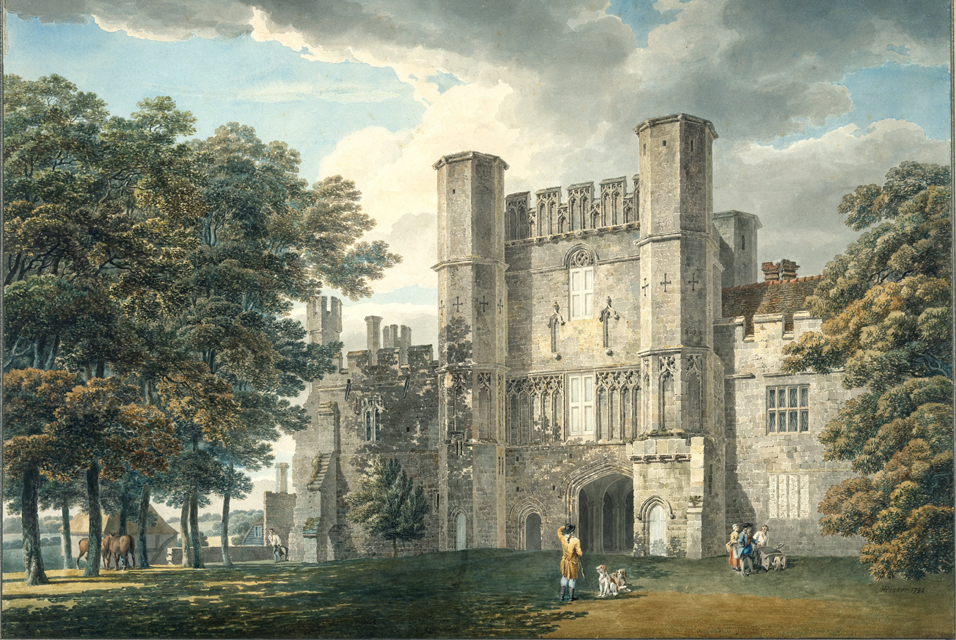
The Gatehouse of Battle Abbey, obraz Rookera, którego William Turner używał do nauki, 1792, Royal Academy of Arts, Londyn

Michael Angelo Rooker (ur. 25 marca 1746 w Londynie, zm. 3 marca 1801 tamże) – angielski malarz, grafik, ilustrator i scenograf.
Był synem grafika Edwarda Rookera. Rytownictwa uczył się od ojca, a rysunku i malarstwa od Paula Sandby, który nadał mu przydomek Angelo. Jako nastolatek wygrał konkurs rysunkowy w Royal Society of Arts. Później pracował jako ilustrator książek i twórca licznych pejzaży akwarelowych. W 1770 został członkiem Royal Academy of Arts. W 1779 został zatrudniony w Teatrze Haymarket w Londynie jako scenograf. Jego akwarele znajdują się obecnie w wielu brytyjskich galeriach, m.in. w Muzeum Wiktorii i Alberta w Londynie i Walker Art Gallery w Liverpoolu.
Wielbicielem akwareli Rookera był William Turner, który miał się uczyć techniki stopniowania kolorów analizując jego pracę. Po śmierci Rookera Turner kupił kilkanaście jego obrazów.